# Rajada de miralls
La rajada de miralls, la clavellada, la clavellada mirall, la rajada, la rajada de Sant Pere, la rajada de taques, la rajada vera, la rajada vestida o la rajada vestideta (Raja miraletus) és una espècie de peix de la família dels raids i de l'ordre dels raïformes.

## Morfologia
- Els mascles poden assolir 63 cm de longitud total i les femelles 59,7.[1][2]

## Reproducció
És ovípar, els ous tenen com a banyes a la closca i les femelles en ponen entre 40 i 72 a l'any.

## Alimentació
Menja animals bentònics.

## Hàbitat
És un peix de clima subtropical (44°N-35°S) i demersal que viu entre 17–462 m de fondària.

## Distribució geogràfica
Es troba a l'Atlàntic orienal (des del nord de Portugal fins a Sud-àfrica, incloent-hi Madeira), la Mediterrània i el sud-oest de l'Índic.

## Observacions
És inofensiu per als humans.